# In the dark (Face Tomorrow)
In the dark is het derde album van de Rotterdamse band Face Tomorrow. Het werd uitgebracht in 2008.

## Opnamen
In 2004 had Face Tomorrow het sterke album The closer you get uitgebracht op Reflections Records. De plaat verkocht zo snel, dat al na een week een herpersing nodig was, omdat de eerste drieduizend exemplaren al verkocht waren. In 2005 stond de band op Lowlands, maar daarna werd het angstvallig stil rond de band. Tijdens deze stilte werkte de band aan nieuw materiaal, maar nam hiervoor ruim de tijd. Er werd opgenomen met vaste producer Martijn Groeneveld en na het afronden van de opnames zocht de band contact met Excelsior Recordings, die enthousiast waren over het materiaal en de band tekenden.
In september 2008 werd het nummer Overpowered als promotiesingle verstuurd naar diverse radiostations, waarna het vooral door Kink FM veel gedraaid werd. Daarnaast werd er ook een videoclip gemaakt bij het nummer door regisseur Peter Greenaway. Op 4 oktober 2008 werd het album gepresenteerd in Rotown, Rotterdam. Een kleine twee weken later, op 13 oktober volgde de officiële release van het album, dat zowel op cd als op blauw vinyl werd uitgebracht. Het opvallende artwork van het album, was van de hand van tekenares Mara Piccione. Het artwork werd ook ter promotie verspreid op gesigneerde zeefdrukken. Op het album liet Face Tomorrow, in vergelijking met zijn voorgangers, een meer melodieuze en minder rauwe kant van de band zien. De muziek liet zich hierdoor het meest vergelijken met A Perfect Circle. Daarbij schreef de band op het album, onder andere, de dood van twee van hun vaders van zich af.
Na het verschijnen van het album werd er een tournee langs de grotere concertzalen in Nederland gepland om het album te promoten. Er werden daarnaast videoclips gemaakt bij de nummers Trial and error, door fotograaf Daniel Baggerman, A phoenix and a deer, die bestond uit livebeelden, en Darkside met regisseuse Nina Spiering. Geen van deze nummers verscheen echter officieel op single.

## Muzikanten
- Jelle Schrooten - zanger, pianist
- Aart Steekelenburg - gitarist
- Marc Nolte - gitarist
- Tijs Hop - basgitarist
- Sjoerd van der Knoop - drummer

## Nummers
1. On my own
2. Means to an end
3. Overpowered
4. Control
5. Static eyes
6. Darkside
7. Memories
8. The mess
9. The stranger
10. Trial and error
11. A phoenix and a deer
12. Wait it out
13. The end

Alle nummers zijn geschreven door Face Tomorrow.